# Tomás García García
Tomás García García (Álora, 1911 – Alcaucín, província de Màlaga, 8 d'agost de 2004) fou un advocat i polític comunista andalús.

## Biografia
Es llicencià en dret per les Universitats de Granada i Madrid i el 1933 va obtenir plaça del Cos Tècnic Administratiu de l'Estat. Alhora militava des de 1931 en la Unió de Joventuts Comunistes d'Espanya, de la que en fou secretari polític dels universitaris madrilenys. El 1936 es va integrar en les Joventuts Socialistes Unificades. Durant la guerra civil espanyola es va dedicar a la formació de quadres de les JSU i en la creació de les milícies de la cultura. Cap al final del conflicte es va unir a l'Exèrcit Popular de la República en la defensa de Catalunya i fou ferit en el bombardeig de Figueres.
En acabar la guerra hagué d'exiliar-se a França, on passà pel camp de concentració de Sant Cebrià de Rosselló. Després es traslladà en vaixell des de Bordeus a Santo Domingo, on va treballar com a peó agrícola, i després a Mèxic, on va dirigir la revista La Lucha de la Juventud, des de la que va promoure l'antifeixisme entre el jovent d'Amèrica Llatina. El 1945 participà en la fundació de la Federació Mundial de la Joventut Democràtica i en la de la Unió Internacional d'Estudiants.
En acabar la Segona Guerra Mundial s'establí a París, on el 1946 organitzà la Comissió d'Estudis Econòmic del Comitè Central del PCE. En el V Congrés del PCE (1952) fou escollit membre del Comitè Central i en el VI Congrés (1956) és escollit membre del Comitè Executiu, en els quals fou responsable de la política econòmica. Va fer alguns treballs sobre l'INI, la crisi monetària internacional i la crisi del petroli a les revistes Nuestra Bandera i Realidad.
El 1970 tornà clandestinament a Madrid, on es va establir amb el pseudònim Juan Gómez i treballà amb cercles d'intel·lectuals i economistes. Tanmateix, al cap de poc fou detingut i quan fou alliberat tornà a l'exili.
Al cap de poc de morir Franco va tornar a Espanya. Fou elegit diputat del PCE per la província de Màlaga a les eleccions generals espanyoles de 1977 i 1979. En ambdues legislatures formà part de la Comissió d'Agricultura del Congrés dels Diputats i participà en la redacció de la llei de finques manifestament millorables. El 1977 fou membre de la Comissió que redactà els Acords de la Moncloa i fou conseller d'indústria en el govern preautonòmic d'Andalusia sota la presidència de Plácido Fernández Viagas i de Rafael Escuredo, participant també en la redacció de l'Estatut d'Autonomia d'Andalusia.
El 1982 decideix no presentar-se a la reelecció i retirar-se de la política. Aleshores creà la Fundación para el Desarrollo Económico, Social y Cultural de Álora, de la que en fou president.Entre altres reconeixements, ha estat declarat Fill predilecte d'Álora, Fill Adoptiu de Màlaga i Medalla de Plata d'Andalusia.

## Obres
- La evolución económica de la cuestión agraria bajo el franquismo (1957)
- Proceso de Formación de la Estructura Económica Contemporánea (1977)
- Problemas del Desarrollo Económico de España (1977)